# 尹立
尹立（1975年10月17日—），臺灣設計師、策展人，現任樹德科技大學動畫與遊戲設計系助理教授，曾任高雄市政府文化局局長兼高雄市立圖書館董事長、高雄市愛樂文化藝術基金會（交響樂團與國樂團）董事長、行政法人專業文化機構（美術館、歷史博物館、電影館）董事、行政法人高雄流行音樂中心董事、高雄市文化基金會董事等職。

## 個人成長
尹立出生於台南眷村，為外省第二代，是家中6個小孩中最小的兒子。尹立的父親是外省退伍軍人，1949年隨國民政府軍隊來台，母親為澎湖人。父親退伍後做過許多職業，最後在台南市環保局擔任清潔隊員退休。尹立大學畢業於世新大學，碩士畢業於國立臺灣科技大學設計研究所。 
尹立在WeCare高雄直播談到：「我從小在眷村長大，老實說我的政治色彩偏藍，因為我就是在眷村出生的外省第二代。而我父親就是最低階的外省人，退伍了在台南市環保局擔任清潔隊員，父親要養我們一家，我是六個兄弟兄弟姊妹最小的，除了我之外沒人念到大學。」

## 經歷
尹立曾任高雄市政府文化局局長、樹德科技大學動畫與遊戲設計系系主任，曾任兩屆中華民國設計師協會理事長，在2006-2014年間，曾協助創辦「高雄設計節」和駁二藝術特區的發展結合，進一步催生「青春設計節」和「好漢玩字節」，讓駁二成為南台灣設計重鎮，是台灣首位來自設計領域的文化局長。2018年11月7日宣布辭去高雄市政府文化局長，發起公民團體「WeCare高雄」。
進入學校任教前，在台北從事視覺設計與品牌規劃工作，之後在藝術展覽規劃、新媒體藝術創作、跨領域互動展演統籌等，皆有涉獵。曾規劃馬玉山文創觀光工廠-紅頂穀創、擔任104年全國運動會藝術總監，創辦高雄設計節、青春設計節、台灣原創角色藝術大賞，推動好漢玩字節等。2019年3月18日起兼任透南風教育基金會董事。

### 發動罷免韓國瑜
2019年6月27日，尹立正式發動罷免時任高雄市長韓國瑜，主要理由是韓國瑜在就任高雄市長四個月後，即宣布被動參選中華民國總統，違背誠信與責任政治原則。半年後，尹立與公民割草行動發言人李佾潔、時任台灣基進新聞部主任張博洋與同黨不分區立委候選人陳冠榮與組成了2020年高雄市市長韓國瑜罷免案的要角「罷韓四君子」。
2020年1月12日，韓國瑜選總統落敗於對手蔡英文，尹立與陳冠榮進入下一步行動。兩人在高雄市販售光復高雄新春福袋，大約近十五分鐘時間，即將準備的600份福袋全部售完。
2020年6月6日，韓國瑜正式遭到高雄市民罷免，成為中華民國歷史上首位被罷免的直轄市長。2021年4月17日，四人獲頒北美洲台灣人教授協會（NATPA）第7屆「廖述宗教授紀念獎-青年貢獻獎」，此獎項的主要精神在於肯定「長期耕耘，並對台灣有卓越貢獻」，或「有潛力為台灣做出重大貢獻」的海內外台灣人。但當年因考量嚴重特殊傳染性肺炎疫情，尹立與陳冠榮直至2022年7月23日代表赴美領獎。

### 反罷免黃捷
2021年高雄市議員黃捷罷免公投期間，四君子再度發動反罷免救黃捷的活動，並呼籲高雄市民反對報復性罷免。

### 支持陳慶鴻
2022年4月14日，尹立得知其擔任文化局長期間認識的好友陳慶鴻（民主進步黨籍立法委員邱志偉服務處主任）將參選同黨籍高雄市第三選舉區（岡山區）議員，特別現身到場支持，並一同掃街拜票。後陳未當選。

### 投入台灣文博會與台灣設計展
2022年8月10日，尹立受文化部與台灣設計研究院邀請，擔任「台灣文博會」商展主題區總策展人。同年10月7日，再次受經濟部與台灣設計研究院邀請，擔任「台灣設計展」顧問。

### 支持台灣基進籍市議員候選人
2022年11月底，尹立趕在選舉倒數期間，現身支持台灣基進籍高雄市議員候選人們，並一同掃街拜票。24日支持張博洋（第七選區）
，25日支持李雨蓁（第九選區）、張婷婷（第五選區）。後僅張博洋當選。

### 支持李柏毅
2024年1月3日，民主進步黨籍高雄市議員李柏毅將參選高雄市第三選區立法委員，特別邀請四君子現身陪同車掃，但李佾潔當時因身在台北而缺席，後李柏毅當選。

### 反立法院擴權行動
2024年5月23日，台灣基進在中國國民黨高雄市黨部前舉辦「反國會濫權、南部大集結」聚集數百人，並邀請四君子現身發言，但陳冠榮當時因身在台北而缺席。

### 支持罷免謝國樑
2024年10月3日，張博洋批評，國民黨為了救謝國樑而提案提高罷免門檻，這是剝奪臺灣人民的公民權利。
10月5日，尹立表示，冒險與無畏精神深植於高雄、基隆兩個港都，高雄因罷免韓國瑜而帶來自信與進步發展，相信同為港都的基隆也可以做到。
10月12日，罷免團體在選前一天，下午在基隆海洋廣場舉辦「守護基隆、牽手護基隆」活動，並邀請四君子現身，共同守護基隆。
10月13日，罷免第三階段宣布不通過，「拆樑行動」以69934票，同意票少於不同意票、未達罷免門檻宣告失敗。